# 格兰德岛县 (佛蒙特州)
格兰德岛县（英語：Grand Isle County，或譯作大島郡）位于美国佛蒙特州的县。根据2020年人口普查显示，该县人口为7,293人，是佛蒙特州人口第二少的县。该县的县城位于北赫罗。该县设立于1802年，后于1805年正式组建。